# Фабиано Эллер
Фабиано Эллер (полное имя Фабиано Эллер дос Сантос, порт. Fabiano Eller dos Santos; родился 16 ноября 1977, Линьярес, Эспириту-Санту, Бразилия) — бразильский футболист, защитник.

## Биография
Фабиано Эллер — воспитанник школы «Васко да Гамы», в начале своей карьеры в этой команде выиграл ряд национальных и международных титулов, в том числе дважды — чемпионат Бразилии, а также Кубок Либертадорес 1998. В 200-е годы выступал за другие ведущие бразильские команды — Палмейрас, Фламенго, Флуминенсе. В составе «Интернасьонала» в 2006 году выиграл свой второй Кубок Либертадорес, а также стал победителем Клубного чемпионата мира. После этого триумфа Фабиано Эллер присоединился к испанскому «Атлетико Мадрид», но в 2008 вернулся в Бразилию — сначала выступал за «Сантос», а затем — вновь за Интернасьонал. С 2010 года Эллер значительно снизил уровень своей игры, футболист отправился играть на Ближний Восток. В 2012 вернулся на родину, где стал играть за клубы низших дивизионов.

## Титулы
Васко да Гама
- Чемпион Бразилии: 1997, 2000
- Лига Кариока: 1998
- Кубок Либертадорес: 1998
- Турнир Рио-Сан-Паулу: 1999
- Кубок Меркосур: 2000

Фламенго
- Лига Кариока: 2004

Флуминенсе
- Лига Кариока: 2005

Интернасьонал
- Кубок Либертадорес: 2006, 2010
- Клубный чемпионат мира: 2006